# Tuli Márquez de la Nogal
Tuli Márquez de la Nogal (Barcelona, 1962) es un periodista y escritor español.

## Biografía
Licenciado en periodismo por la Facultad de Ciencias de la Información de la Universidad Autónoma de Barcelona, ha trabajado como guionista para Televisió de Catalunya. También se dedicó a la música y a la promoción televisiva y cinematográfica. En marzo del 2013 publicó L'endemà (literalmente, "El día siguiente"), su primera novela, con Edicions del Periscopi. En ella, narra les vivencias con Les Roques, una banda de rock nacida en la década del 1980, que tiene que enfrentarse a lo que será, probablemente, su último concierto. Según afirmó Ignasi Moya en La Vanguardia «L'endemà, más que una novela de músicos es una exploración de relaciones personales: de padres e hijos, de hermanos, de parejas, amigos... Personajes que intentan buscar esto que solemos llamar un sentido de la vida mientras sus vidas se encuentran atrapadas en una telaraña tejida con aquello que Les Roques significa para cada uno de ellos».

## Obra
- L'endemà, 2013, Edicions del Periscopi, ISBN 978-84-940490-3-3